# Поликанов, Алексей Анатольевич
Алексей Анатольевич Поликанов (2 июля 1939, Москва — 21 марта 2021) — советский футболист, вратарь. Мастер спорта СССР (1960). Впоследствии — футбольный судья, инспектор матчей, тренер. Заслуженный тренер РСФСР, судья всесоюзной категории (04.12.1980).

## Биография
Воспитанник московских футбольных школ «Фили» (1953—1955) и ФШМ (1955—1957), где обучался у Константина Бескова, Анатолия Акимова и Виктора Маслова. В 1958 году перешёл в московское «Динамо». Летом во время турне по Румынии в первом матче была обыграна вторая сборная страны 3:1, а главным виновным в разгроме во втором матче с командой из города Арад (2:8) был назван Поликанов. Остаток сезона провёл в клубе «Знамя Труда» Орехово-Зуево. В 1959 году перешёл в московское «Торпедо», которое тренировал Маслов. С 1962 года — в ленинградском «Динамо». В следующем году клуб вылетел в класс «Б», и в 1966 Поликанов перешёл в саратовский «Сокол», где завершил карьеру футболиста в 1969 году. Вернувшись в Ленинград, тренировал городские команды КФК «Северный пресс», «Скороход», команду Технологического института. В 1974 году по совету Анатолия Иванова стал футбольным судьёй, в 1979—1981 годах в качестве главного судьи провёл 18 матчей чемпионата СССР.
В 1986—1991 годах — тренер вратарей в сборных СССР разных возрастов, которым помог выиграть юношеский чемпионат Европы 1990 года и бронзу на молодёжном чемпионате мира 1991. Работал с такими вратарями, как Гинтарас Стауче, Юрий Окрошидзе, Александр Помазун, Андрей Новосадов, Николай Медин, Геннадий Тумилович. В 1992—1994 — тренер вратарей в петербургском «Зените». С 1995 — тренер вратарей в СДЮШОР «Зенит».

## Достижения
- Чемпион СССР (1960).
- Серебряный призёр чемпионат СССР (1961).
- Обладатель Кубка СССР (1960).